# Lei Escantínia
A Lei Escantínia (em latim: Lex Scantinia) é uma lei romana que penalizava crimes sexuais (stuprum) contra os menores do sexo masculino nascidos livres (ingenuus ou praetextatus). A lei também pode ter sido usada para penalizar cidadãos adultos do sexo masculino que voluntariamente assumissem o papel passivo em relações sexuais com outros homens. Destinava-se a proteger os cidadãos contra o abuso sexual (stuprum), mas não proibia o comportamento homossexual como tal, desde que o parceiro passivo não fosse um cidadão romano. O uso principal da Lei Escantínia parece ter sido político: para atacar adversários políticos cujos estilos de vida estivessem abertos a críticas por serem homossexuais passivos ou pederastas ao estilo grego.
A lei pode ter classificado o stuprum contra menores como um crime capital, embora subsistam dúvidas: em vez disso pode ter-se aplicado uma multa substancial uma vez que as execuções de cidadãos romanos só muito raramente eram decretadas pelos tribunais nos tempos da República. A fusão da Lei Escantínia com restrições posteriores sobre comportamentos sexuais levou, por vezes, a afirmações erradas de que os romanos tinham leis e sanções severas contra a homossexualidade em geral.

## Origens
O latim não tem palavras que sejam diretamente equivalentes a "homossexual" e "heterossexual". A dicotomia principal na sexualidade dos romanos era ativo/dominante/masculino e passivo/submisso/efemininado. O cidadão adulto do sexo masculino era definido pela sua libertas , "liberdade", e permitir que o seu corpo fosse usado para o prazer dos outros era considerado servil ou submisso e uma ameaça à sua integridade. A masculinidade dos romanos não se considerava comprometida se ele fizesse sexo com homens de estatuto inferior, como prostitutos ou escravos do sexo masculino, desde que ele assumisse o papel ativo e de penetração. As relações homossexuais entre os homens de Roma diferiam, assim, do ideal grego de homossexualidade entre homens nascidos livres de socialmente iguais, mas geralmente com alguma diferença de idade (ver "A homossexualidade na Grécia antiga" e "Pederastia na Grécia antiga"). Considerava-se que o homem adulto romano que gostava de receber sexo anal ou de fazer sexo oral tinha falta de virtude (virtus), a qualidade essencial masculina (vir). 
O amuleto de proteção (bula) usado pelos meninos romanos nascidos livres era um sinal visível de que eles estavam sexualmente interditos. A puberdade era considerada um estágio perigoso de transição na formação da identidade masculina. Quando um menino chegava à puberdade, tirava a bula , que oferecia aos deuses domésticos e tornava-se ativo sexualmente com o patrocínio de Liber, o deus da liberdade, tanto política como sexual. A pederastia entre os romanos envolvia um cidadão adulto do sexo masculino e um jovem que era normalmente um escravo entre os 12 e os 20 anos de idade.

## A lei
Como John Boswell observou, "se havia uma lei contra as relações homossexuais, ninguém na época de Cícero a conhecia". Embora a Lei Escantínia seja mencionada em várias fontes antigas, as suas disposições não são claras. É penalizado o deboche (stuprum) de um jovem, mas talvez também permitisse acusar os cidadãos que assumiam o papel pático ("passivo" ou "submisso") em relações homossexuais. Suetônio menciona a lei no contexto da punição dos que não são "castos", o que para os cidadãos do sexo masculino queria dizer, muitas vezes um comportamento pático; Ausônio tem um epigrama em que um semíviro, "meio homem", teme a Lei Escantínia.
Por vezes tem sido argumentado que a Lei Escantínia se destinava a punir a violação de jovens nascidos livres , mas esta interpretação estrita tem sido posta em causa. A Lei Escantínia pode ter passado a lei formal algumas sanções tradicionais contra o stuprum envolvendo homens, como uma lei sua precursora, a "Lei Júlia para o controle do adultério" (Lex Julia de adulteriis coercendis) que criminalizava o adultério envolvendo mulheres. O poeta cristão Prudêncio faz uma piada mordaz que diz que se Júpiter estivesse na alçada do direito romano, poderia ter sido condenado tanto pela lei "Júlia" como pela "Escantínia".
Apenas os jovens de famílias livres e de boa reputação eram protegidos nos termos da lei; as crianças nascidas ou vendidas como escravas ou aquelas que caíam na escravatura pelas conquistas militares, estavam sujeitas à prostituição ou ao uso sexual pelos seus donos. Os prostitutos e os artistas, mesmo que tecnicamente "livres", eram considerados infames , sem qualquer estatuto social, e também eram excluídos das proteções legais de que beneficiavam os cidadãos romanos. Embora os escravos do sexo masculino fossem, por vezes, libertados em reconhecimento por uma relação sexual especial com o seu dono, nalguns casos de afeto genuíno é possível que fossem mantidos na situação legal de escravos, uma vez que pela Lei Escantínia o casal poderia ter sido processado se ambos fossem cidadãos livres.

## Acusações
A raridade com que a Lei Escantínia é invocada nas fontes literárias sugere que os processos judiciais durante a era republicana se destinaram a acusar adversários políticos, ao passo que durante o reinado de Domiciano as acusações ocorreram num ambiente de crise política e moral generalizada.
Duas cartas escritas a Cícero por Célio indicam que a lei foi usada como "arma política"; Roma antiga não tinha um Ministério Público e a acusação podia ser feita por qualquer cidadão com conhecimento jurídico para o fazer. O abuso da utilização dos tribunais foi refreado, em certa medida, pela ameaça de calúnia, uma acusação de má-fé processual, mas as contra acusações motivadas por inimizade política ou pessoal, como Célio deixa claro, eram frequentes. Em 50 a.C., Célio esteva envolvido numa polémica com Ápio Cláudio Pulcro, o cônsul de 54 a.C. e o censor em funções, que se havia recusado a emprestar-lhe dinheiro e com cuja irmã Célio tinha um infeliz caso amoroso. O termo de Ápio como censor foi um "reinado de terror" moral que despromoveu vários senadores e cavaleiros; durante o outono desse ano, Ápio indiciou  Célio, um dos edis curuis em funções, ao abrigo da Lei Escantínia. Célio respondeu na mesma moeda. Ambos os casos foram julgados pelo pretor Marcus Livius Drusus Claudianus, ironicamente, ao que diz Célio, pois Druso era ele mesmo "um notório criminoso" e, evidentemente, o processo não resultou em nada. "Poucas pessoas", observou Eva Cantarella, "estavam completamente livres de suspeição nesta matéria".
Embora a lei se tenha mantido nos livros, foi ignorada  até que Domiciano a começou a aplicar como parte do seu amplo programa de reforma judicial. A repressão sobre "a moral pública" incluiu crimes sexuais como o adultério e o sexo ilícito (incestum) com uma Vestal, e vários homens, da classe senatorial e equestre, foram condenados ao abrigo da Lei Escantínia.
Quintiliano  refere-se a uma multa de 10.000 sestércios por stuprum com um homem livre, o que por vezes se interpreta como tendo sido ao abrigo da Lei Escantínia, embora nesta passagem não se refira a lei que foi aplicada.

## História da lei
A lei romana (lex, plural leges) tinha normalmente o nome de quem a tinha proposto e nunca o nome de um réu. Em 227 ou 226 AC, Caio Escantínio Capitolino foi levado a julgamento por molestar sexualmente o filho de Marco Cláudio Marcelo; a Lei Escantínia estaria rodeada de ironia se, de fato, Escantínio tivesse sido o seu proponente. Talvez tenha sido um familiar dele a propor a lei, numa demonstração de probidade para desligar o nome da família de tal crime. Também se especula se a lei será de 216 AC, quando um Escantínio Públio foi pontifex, ou em 149 AC. A primeira menção direta que lhe é feita é de 50 AC, na correspondência de Cícero, e não há nenhuma menção no Digesto .

## Leitura Complementar
- Joh. Frid. Cristo. (1726), Historia legis Scantiniae ("História da Lei Escantínia")
- Theodor Mommsen (1899), Römisches Strafrecht ("Direito Penal Romano"), p. 703f (Mommsen também cita ou Séneca, o Velho ou Séneca, o Jovem comentando sobre a Lei Escantínia)
- Contribuição de Münzer (1921) para Scantinius em: Pauly-Wissowa (ed.), Realencyclopädie der Classischen Altertumswissenschaft ("Enciclopédia Especialista em Filologia Clássica Antiga")
- Artigo sobre struprum cum másculo por W. Kroll em Pauly-Wissowa (ed.), Realencyclopädie der Classischen Altertumswissenschaft, 1921
- Artigo Päderastie por MHE Meier em Ersch & Gruber (eds.), Allgemeine Encyclopädie der Wissenschaften und Künste
- Wilhelm Rein, Das Criminalrecht der von Römer Romulus bis auf Justiniano ("Direito Penal Romano de Rómulo até Justiniano I"), 1844, p. 864
- Gisela Bleibtreu-Ehrenberg, Tabu Homosexualität - Die Geschichte eines Vorurteils ("O tabu da homossexualidade: A história de um preconceito"), 1978, p. 187-196
- FX Ryan: The Lex Scantinia and the Prosecution of Censors and Aediles , Classical Philology , vol. 89, pp No. 2 (abril, 1994), 159-162